# Zwangshandlung
Zwangshandlung ist eine Handlung, die sich im Rahmen einer Zwangsstörung dem Betroffenen unwillkürlich und gegen dessen Willen ständig aufdrängt.

## Beschreibung
Der Zwangshandlung liegen oftmals Zwangsgedanken zu Grunde, die durch die Handlung abgewehrt werden: Beim Waschzwang, z. B. aus Furcht vor Bakterien und Schmutz, verspürt die Person den übermächtigen Drang, sich ständig die Hände oder den ganzen Körper zu waschen, obwohl die Haut durch das Schrubben verletzt wird. Der Betroffene hat zwar eine Einsicht in seinen Krankheitszustand, da er von seinen Zwangshandlungen allerdings nicht ablassen kann, erlebt er diesen Zustand als qualvoll.
Milde Zwänge, wie z. B. der Sammelzwang, lassen sich in das normale Leben eingliedern. Im Extremfall ist es für den Betroffenen nicht mehr möglich, zu arbeiten oder aus dem Haus zu gehen. Dies kann bei einem stark ausgeprägten Kontrollzwang, bei dem der Betroffene z. B. ständig die bereits verschlossene Tür kontrolliert, oder bei einem Putzzwang unablässig die Fliesen putzt, der Fall sein. Auch die Kaufsucht wird zu den Zwängen gerechnet; sie kann zu Überschuldung und zu Diebstählen führen.
Der Leidensdruck führt den Betroffenen häufig dazu, sich einem Psychotherapeuten anzuvertrauen.
Zu Zwangshandlungen können auch Handlungen im Zusammenhang mit Drogen gehören. Hier ist jedoch differenzialdiagnostisch abzugrenzen: Sucht weist für den Süchtigen einen subjektiven Sinn auf. Der Betroffene einer krankhaften Zwangshandlung dagegen erkennt die Unsinnigkeit seiner Zwangshandlung. Er führt sie dennoch aus, da ein Unterlassen (auch durch Verhinderung durch Dritte) enorme Ängste hervorruft.
Im Unterschied zu den oben beschriebenen Zwangshandlungen werden bei einer zwanghaften Persönlichkeitsstörung die Handlungen als weitestgehend ich-synton erlebt.